# STS-132
STS-132 (englisch Space Transportation System) ist die Missionsbezeichnung des 32. Raumflugs des US-amerikanischen Space Shuttles Atlantis (OV-104) der NASA.
Der Start erfolgte am 14. Mai 2010. Es war die 132. Space-Shuttle-Mission und der 32. und vorletzte Flug der Atlantis.

## Mannschaft
Am 6. Mai 2009 wurde die Mannschaft benannt.
- Kenneth Ham (2. Raumflug), Kommandant
- Tony Antonelli (2. Raumflug), Pilot
- Michael Good (2. Raumflug), Missionsspezialist
- Piers Sellers (3. Raumflug), Missionsspezialist
- Stephen Bowen (2. Raumflug), Missionsspezialist
- Garrett Reisman (2. Raumflug), Missionsspezialist

Ursprünglich war Karen Nyberg als Missionsspezialistin vorgesehen, wurde aber am 11. August 2009 aus nicht näher erläuterten medizinischen Gründen durch Good ersetzt.
Dies war seit Dezember 2000 (STS-97) der erste Shuttle-Flug ohne einen Weltraumneuling.

## Missionsüberblick

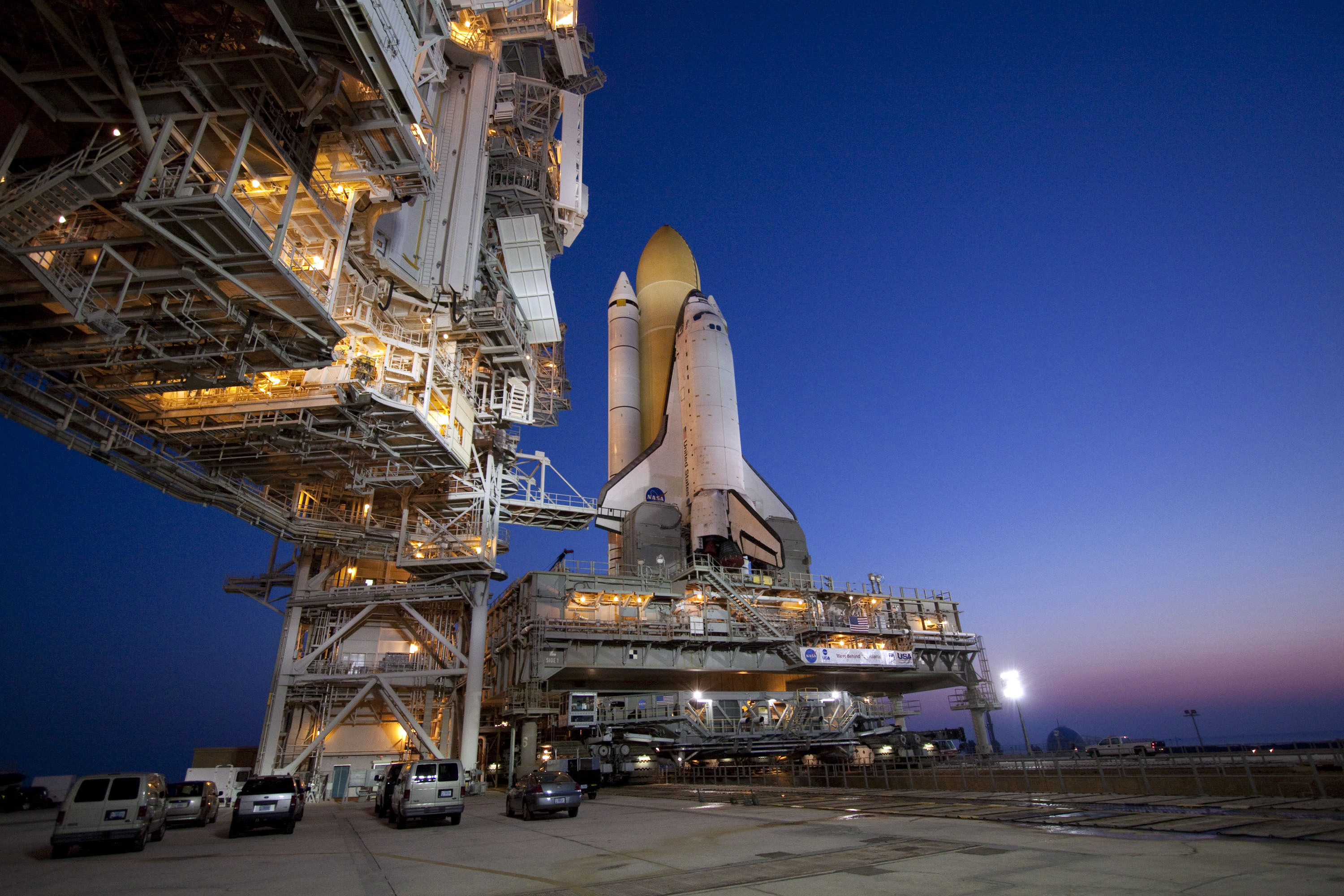
Die Atlantis erreichte am 22. April die Startrampe

Die Mission STS-132 (ISS-ULF4) brachte das in Russland gebaute Erweiterungsmodul Rasswet, das am Sarja-Modul angedockt wurde, zur Internationalen Raumstation. Mit an Bord befand sich außerdem der Integrated Cargo Carrier (ICC-VLD). Dieser brachte sechs neue Batterien zur ISS, die dieselbe Anzahl alter im P6-Segment ersetzen. Außerdem wurde eine neue Ku-Band-Antenne installiert. Es fanden drei Außenbordeinsätze statt.

## Vorbereitungen
Nach dem Ende der letzten Mission der Atlantis (STS-129) wurde die Raumfähre am 27. November 2009 in die Orbiter Processing Facility gefahren und mit der Nachuntersuchung begonnen.
Rasswet erreichte am 17. Dezember 2009 mit einer Antonow An-124 das Kennedy Space Center. In den folgenden Monaten wurde es in der Astrotech Space Operations Facility in Titusville auf den Start vorbereitet. Am 2. April wurde es in einen Transportcontainer verladen in die Space Station Processing Facility transportiert.
Am 1. März kam der Außentank für STS-132, der ET-136, in Florida an. Nach eingehender Prüfung wurde er ab dem 29. März mit den beiden Solid Rocket Boostern (SRB) verbunden. Die Atlantis folgte am 13. April ins VAB. In den nächsten Tagen wurde sie dort an den externen Tank montiert. Am 22. April fand der Roll-Out zum Startplatz LC-39A statt.
Die Mannschaft traf am 20. April in Vorbereitung auf den am nächsten Tag beginnenden Terminal Countdown Demonstration Test am Kennedy Space Center (KSC) ein. Während dieser zweitägigen Übung simulierte die Besatzung die letzten Stunden des Countdown. Außerdem wurde die Flucht von der Startrampe in einer Gefahrensituation geprobt. Der TCDT endete mit einem simulierten Startabbruch für die Besatzung und das Kontrollteam. Anschließend flog die Crew zurück nach Houston.

## Missionsverlauf

### Start

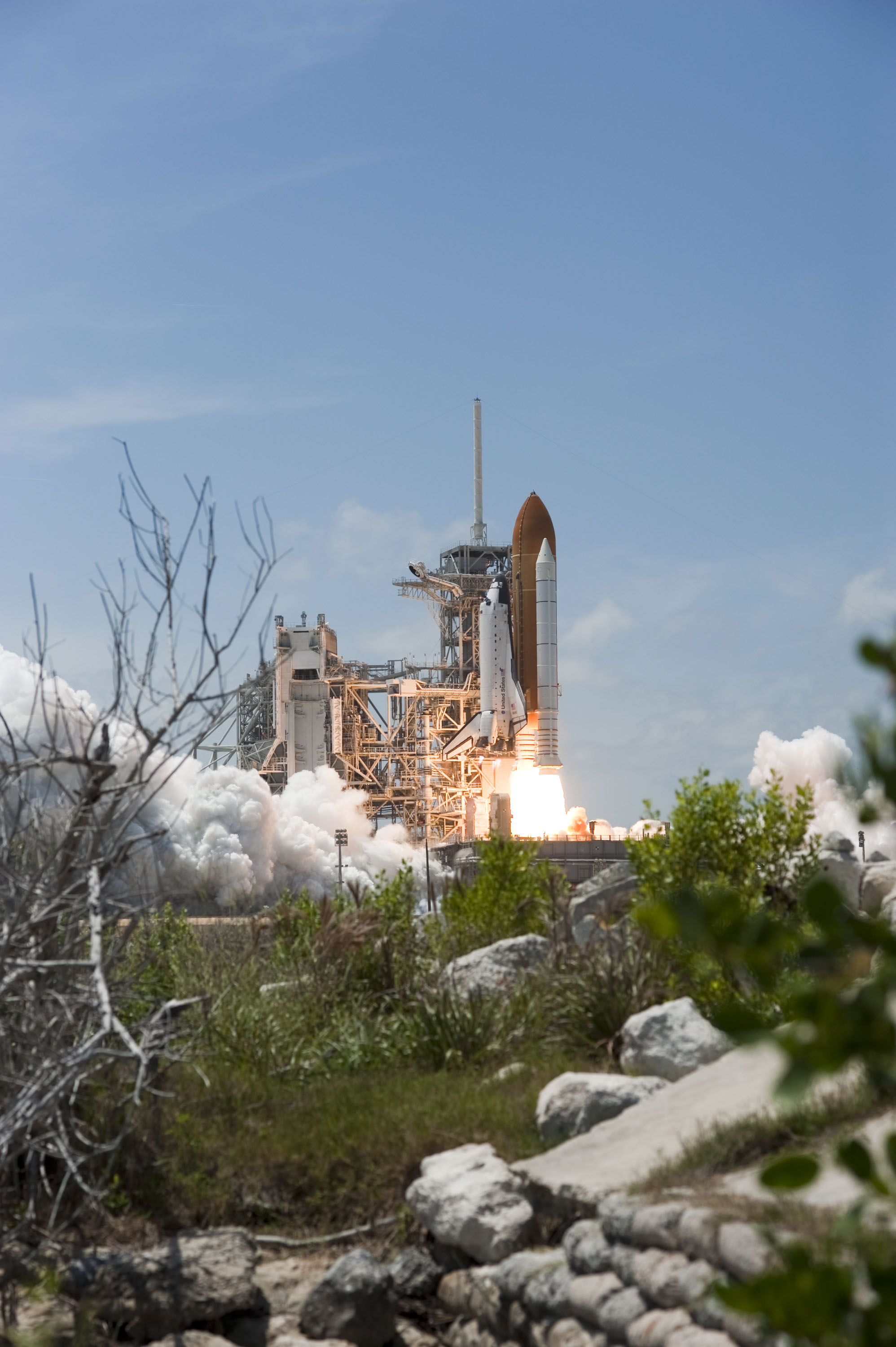
Start der Atlantis

Am 10. Mai erreichte die Besatzung nach weiteren Vorbereitungen am Johnson Space Center in Houston das Kennedy Space Center. Der Countdown für die Mission begann am folgenden Tag um 22:00 UTC bei der T-43-Stunden-Marke. Wie geplant startete die Atlantis am 14. Mai um 18:20 Uhr UTC. 8 Minuten und 32 Sekunden nach dem Start wurden die drei Haupttriebwerke (SSME) abgestellt, weitere 15 Sekunden später wurde der nun nicht mehr benötigte Außentank abgeworfen.
Mehr als 39.000 Zuschauer verfolgten den Start vom Kennedy Space Center. Unter ihnen war auch der stellvertretende russische Ministerpräsident Sergei Iwanow und der Leiter der russischen Raumfahrtbehörde Roskosmos, Anatoli Perminow.

### Inspektion und Kopplung

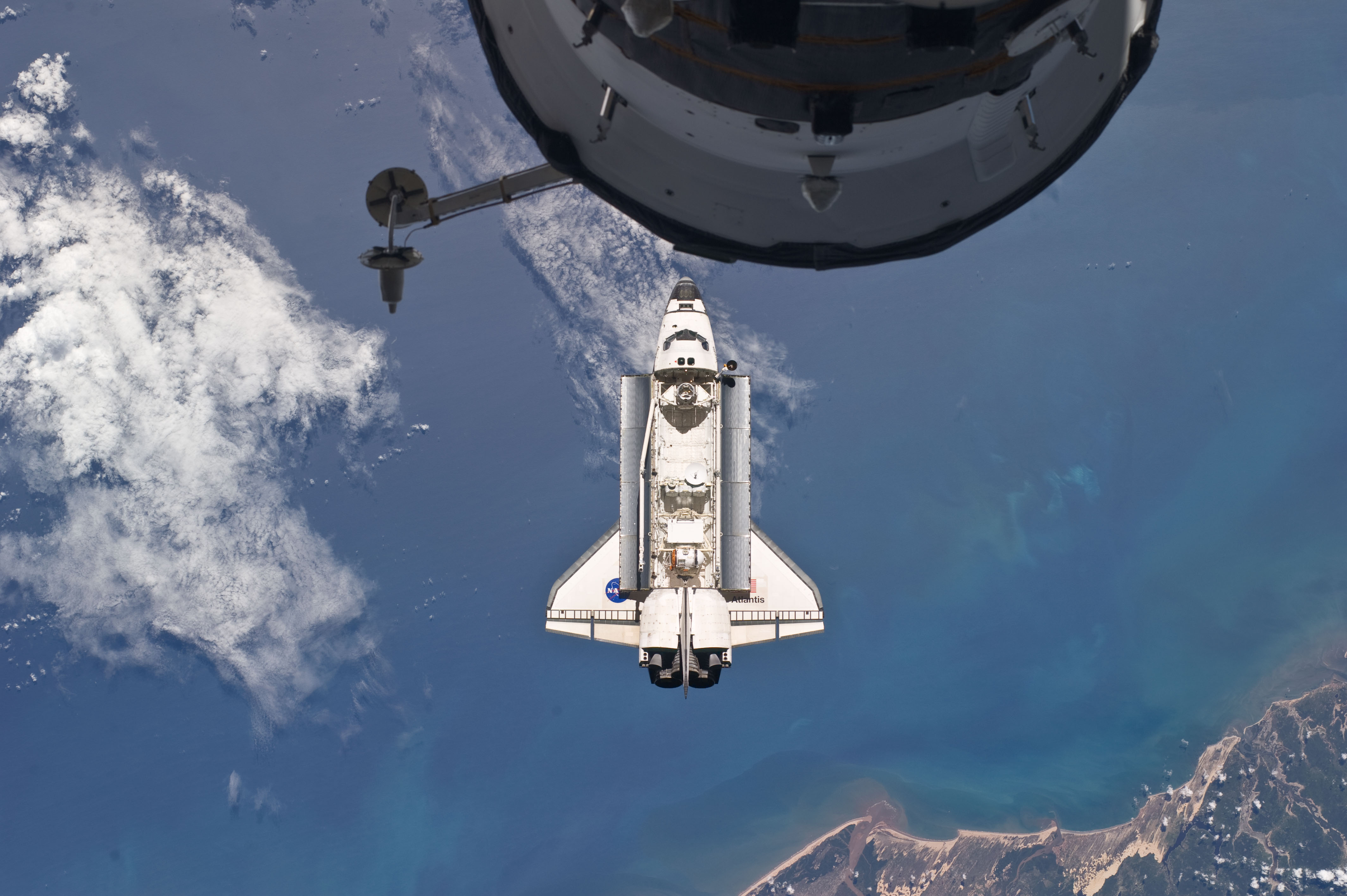
Die Atlantis nähert sich der Station.

Zu den ersten Aufgaben nach dem Start gehörte das Öffnen der Ladebuchttore, an deren Innenseite sich die Radiatoren zur Hitzeabstrahlung befinden. Des Weiteren wurde die Ku-Band-Antenne ausgefahren, mit der größere Datenmengen an die Bodenstationen übertragen werden können.
Flugtag 2, der erste volle Tag in der Erdumlaufbahn, begann für die Astronauten um 8:20 UTC. Geplant war u. a. eine genaue Untersuchung  kritischer Stellen des Hitzeschildes mit dem Orbiter Boom Sensor System. Noch vor dem Start der Untersuchungen wurde ein Problem mit einem Kabel am Sensorkopf festgestellt. Daraufhin musste auf das weniger leistungsfähige Backup-System umgestiegen werden.
An Flugtag 3 (16. Mai) erreichte die Atlantis die ISS. Vor dem Docken wurde das Rendezvous Pitch Maneuver (RPM) durchgeführt, damit die ISS-Besatzung den Hitzeschild zum Lokalisieren möglicher Schäden fotografieren konnte.
Um 14:28 UTC dockte die Atlantis 350 km über dem Südpazifik an den Kopplungsadapter PMA-2 an. Etwa zwei Stunden später um 16:18 UTC wurden die Luken zwischen ISS und Atlantis geöffnet. Nach einer kurzen Willkommensfeier folgte die standardmäßige Sicherheitsunterweisung durch den Kommandanten der ISS Oleg Kotow.

### Arbeiten an der ISS
Noch am selben Tag begann der Transfer von ersten Gütern zur ISS, darunter befanden sich auch die Raumanzüge für die folgenden drei Außenbordeinsatz (EVAs). Im Außenbereich wurde Canadarm2 benutzt um den Integrated Cargo Carrier aus der Nutzlastbucht des Shuttles auf das Mobile Base System zu befördern. In Vorbereitung auf den ersten Außenbordeinsatz am folgenden Tag, verbrachten die Missionsspezialisten Reisman und Bowen die Nacht bei vermindertem Luftdruck in der Quest-Luftschleuse. Dadurch wird einer Dekompressionskrankheit aufgrund von Stickstoffübersättigung vorgebeugt.

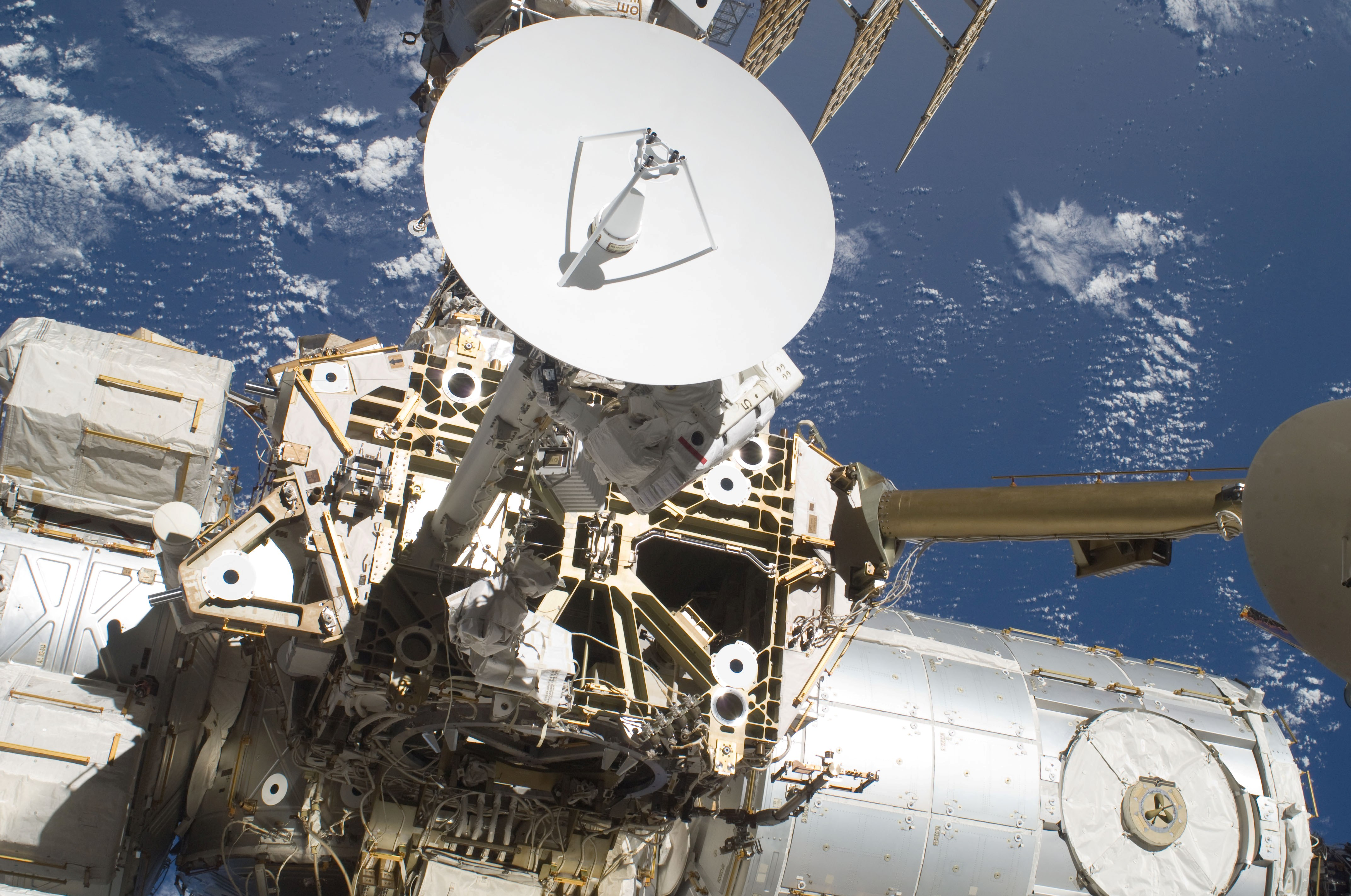
Stephen Bowen arbeitet an der Ku-Band-Antenne

Flugtag 4  stand im Zeichen des ersten Außeneinsatzes dieser Mission.  Nachdem  Garrett Reisman und Stephen Bowen ihre Raumanzüge um 11:54 Uhr UTC auf interne Stromversorgung umgestellt hatten, verließen sie die Luftschleuse Quest  und begaben sich zunächst zur ICC-Frachtpalette. Von dort  holten sie einen 2,7 Meter langen Antennenmast, der anschließend am Z1-Element  der Station befestigt wurde.  Reisman, der sich am Canadarm2 eingeklinkt hatte, wurde zurück zur Frachtpalette gefahren, um die Antennenschüssel von dort zu holen und auf dem bereits montierten Mast zu befestigen. Dies gelang nicht komplett, da sich die Verbindungsschrauben nicht vollständig anziehen ließen, weshalb die Starthalterungen, die ein Bewegen der Antenne verhindern sollten, nicht gelöst wurden. Die neue Ku-Band-Antenne dient als Ersatz für die ebenfalls auf dem Z1-Element montierte Hauptantenne. Danach befestigte Reisman eine Ersatzteilplattform für die Roboterhand Dextre am Modul Destiny. Da beide gut in der Zeit lagen, wurden zusätzliche Aufgaben in Vorbereitung des zweiten Ausstieges hinzugefügt. So wurde z. B. ein Teil der Schrauben, die die neuen Batterien an der ICC-Frachtpalette befestigten, gelöst. Danach begaben sich beide zurück zur Luftschleuse, wo nach sieben Stunden und 25 Minuten der Ausstieg endete.

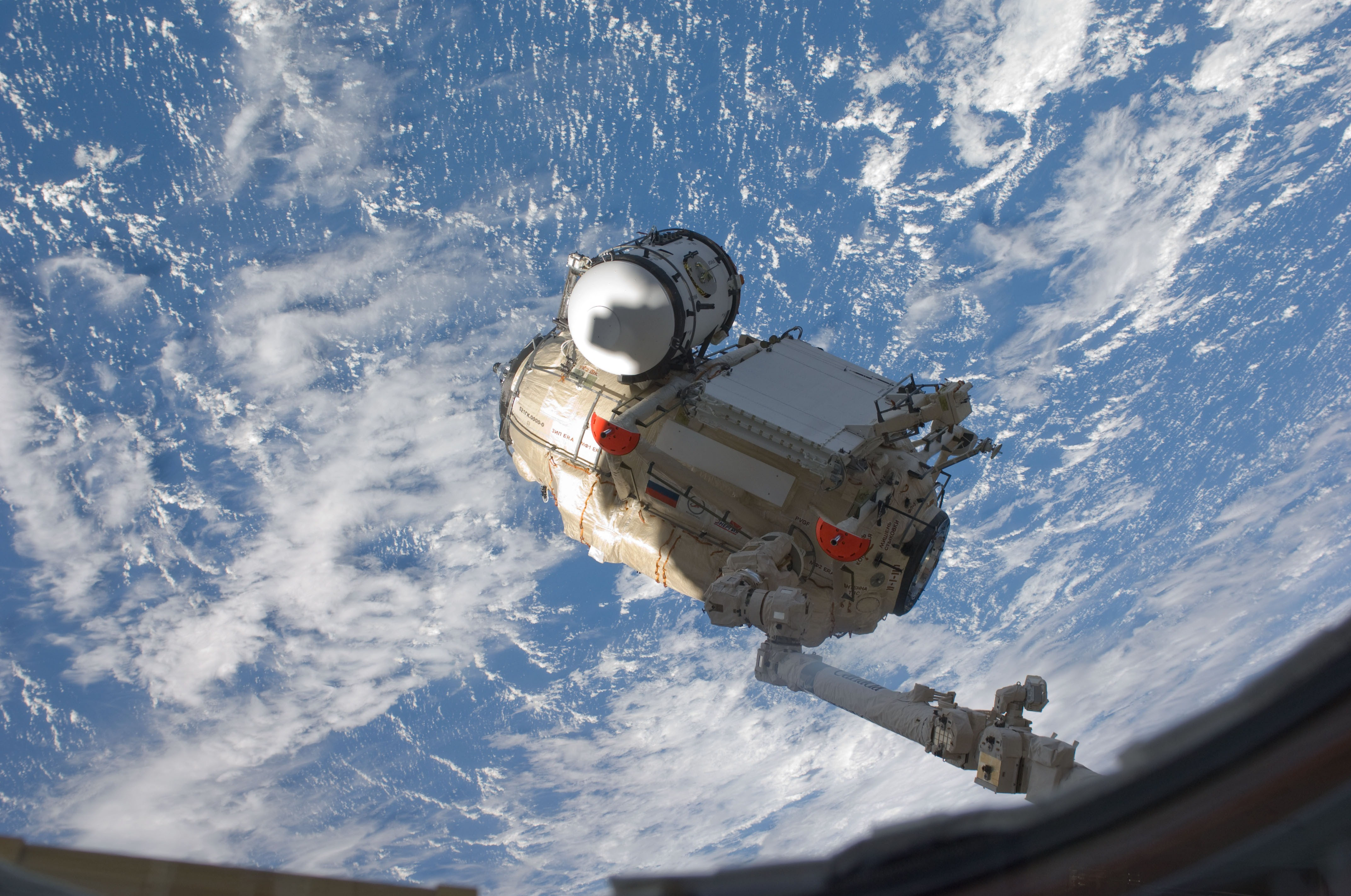
Rasswet am Canadarm2 auf dem Weg zum Sarja-Modul

 Hauptaufgabe des nächsten Tages (Flugtag 5) war die Ankopplung des neuen Moduls Rasswet an die Station. Nachdem das Modul vom Roboterarm der Atlantis aus der Ladebucht gehoben worden war, wurde es an den Canadarm2 übergeben. Dieser brachte es an den vorgesehenen Andockpunkt. Um 12:50 UTC wurde Rasswet schließlich mit Sarja gekuppelt. Danach bereiteten Michael Good und Steve Bowen ihre Werkzeuge für den zweiten Ausstieg vor. Am Ende des Arbeitstages begaben sie sich erneut für einen Campout in die Luftschleuse Quest.
Die zweite EVA am sechsten Flugtag begann 25 Minuten früher als geplant um 10:38 Uhr UTC. Zunächst brachten die beiden Astronauten eine Kabelschlaufe am Kipp-Schwenk-Mechanismus des OBSS an, womit das Hauptsystem wieder voll funktionstüchtig war. Hauptaufgabe war die Auswechslung von drei der sechs Batterien am B-Teil des P6-Elements. Die jeweils 165 kg schweren Batterien der A-Seite waren bereits während STS-127 gewechselt worden. Zunächst wurde eine alte Batterie ausgebaut und zwischengelagert. Danach wurde jeweils eine neue von der ICC-Frachtpalette im P6-Element eingebaut und die alte auf der Palette verstaut. Beide Astronauten kamen so gut voran, dass eine Batterie mehr als geplant gewechselt werden konnte, sodass für die dritte EVA nur zwei übrigblieben. Nachdem diese Aufgabe abgeschlossen war, begaben sich beide zur neuen Ku-Band-Antenne auf dem Z1-Element, um die Montage zu beenden. Nachdem sie die Verbindungsschrauben vollständig angezogen hatten, was im ersten Ausstieg nicht gelungen war, entfernten sie die Transporthalterungen und bereiteten die Antenne auf ihren Einsatz vor. Danach kehrten sie nach sieben Stunden und sechs Minuten in die Luftschleuse Quest zurück und beendeten den Ausstieg.
Am Flugtag 7 wurden die Luken zu Rasswet geöffnet und die Besatzung betrat das Modul zum ersten Mal. Später am Tag breiteten sich Michael Good und Garrett Reisman für den dritten Außeneinsatz vor und begaben sich zum Campout in die Luftschleuse Quest.

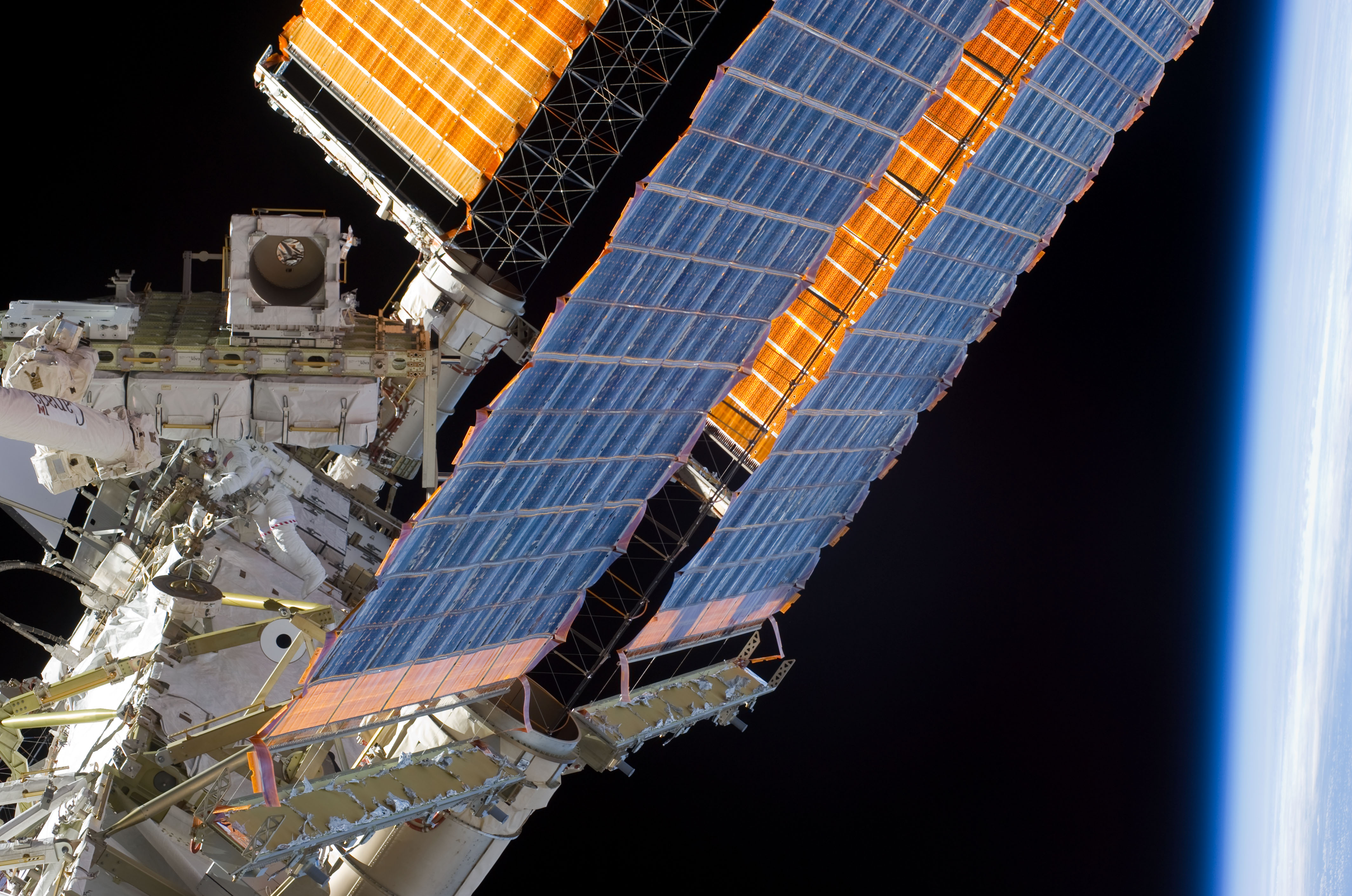
Michael Good ersetzt während des dritten Ausstieges die Batterien am P6-Element

Der dritte und letzte Ausstieg diente zunächst dazu, eine Ammoniaküberbrückungsleitung zwischen dem P3- und P4-Element zu installieren. Danach tauschten Good und Reisman die zwei verbliebenen Batterien des P6-Elements aus und befestigten die alten auf der ICC-Frachtpalette. Nachdem diese Arbeiten abgeschlossen waren, begaben sich beide in die Ladebucht der Atlantis, um eine Greifhalterung für den Canadarm2 zu holen. Diese brachten sie in die Luftschleuse Quest. Die Halterung soll bei einem späteren Außeneinsatz der ISS-Expedition am Sarja-Modul montiert werden. Als Zusatzaufgabe verstauten sie Werkzeuge an ihrem vorgesehenen Platz am Z1-Element. Nach sechs Stunden und 46 Minuten endete der letzte Ausstieg dieser Mission und der letzte einer Atlantis-Besatzung in der Luftschleuse Quest.
Am neunten Flugtag wurde zunächst die ICC-Frachtpalette mit dem Canadarm2 wieder in der Ladebucht der Atlantis verstaut. Später fanden Transferarbeiten vom Mitteldeck des Shuttles und zurück zur Station statt. Zudem beantworteten die Astronauten Fragen von Schülern.

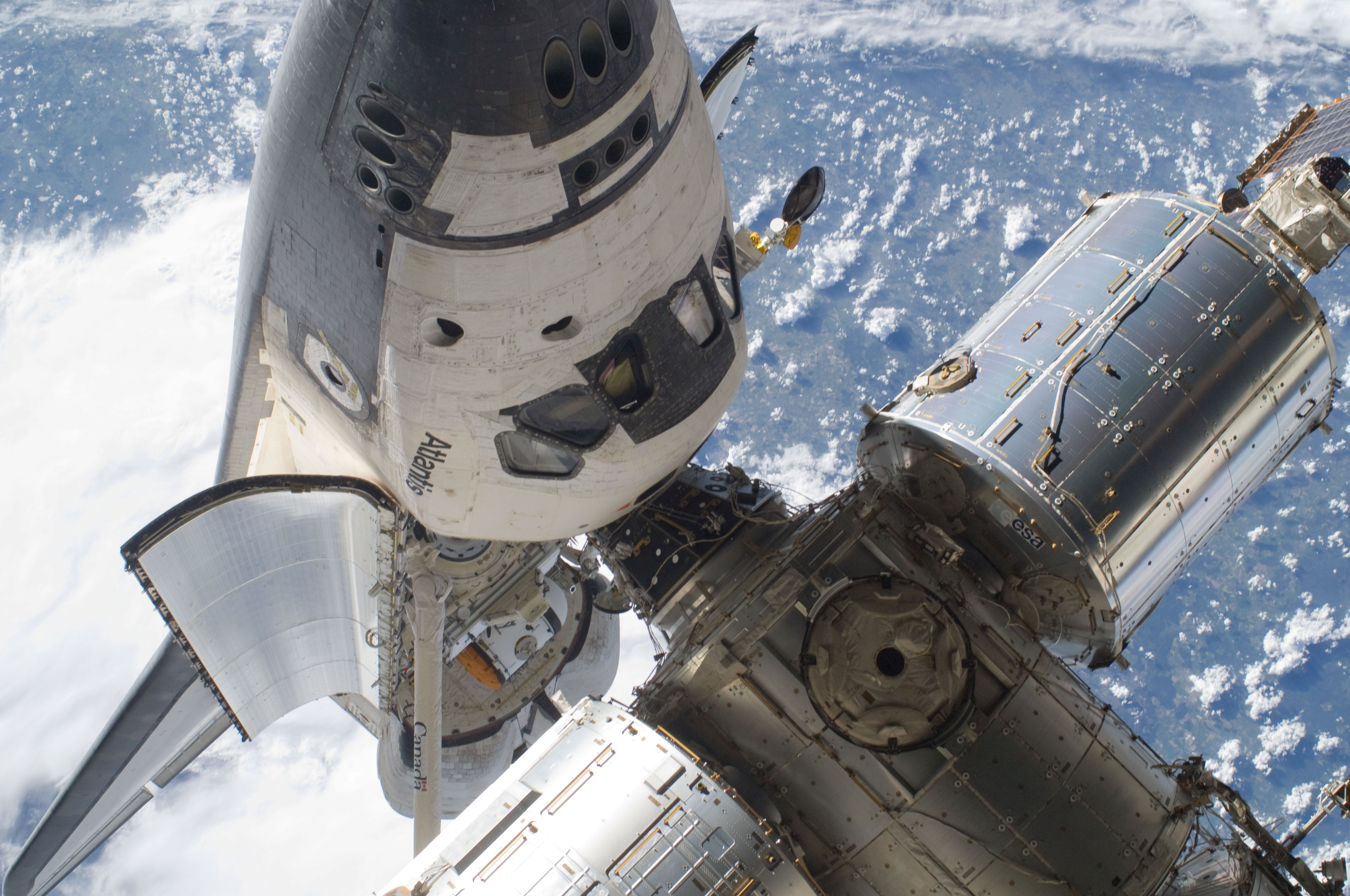
Zum elften und vorletzten Mal an der ISS: Die Atlantis gedockt am Harmony-Modul, fotografiert während des ersten Ausstieges

Mit dem zehnten Flugtag endeten die gemeinsamen Aktivitäten der Stations- und Shuttlebesatzung. Nach dem Frühstück fand die traditionelle Abschiedszeremonie der beiden Mannschaften statt. Nachdem die Luke zur Atlantis um 12:43 Uhr UTC geschlossen worden war, legte die Atlantis um 15:22 Uhr UTC von der Station ab.  Zum letzten Mal läutete die Stationscrew die Schiffsglocke für die Atlantis, für die dieser elfte ISS-Besuch der letzte war.  Danach fand der traditionelle Flyaround statt, bei dem die Atlantis die ISS noch einmal umrundete, bevor eine Triebwerkszündung stattfand, die die Atlantis und die ISS endgültig trennten.

### Rückkehr
Am 11. Flugtag untersuchte die Besatzung erneut Teile des Hitzeschildes der Atlantis mit dem OBSS, wozu unter anderem die Flügelvorderkanten und die Nase zählten. Außerdem verstauten die Astronauten die Raumanzüge.
Während des letzten vollen Tages im All (Flugtag 12) wurden die aerodynamischen Steuerklappen der Atlantis sowie die Steuerdüsen des Reaction Control Systems  in Vorbereitung der Landung getestet. Außerdem wurden nicht mehr benötigte Gegenstände verstaut und die Ku-Band-Antenne der Raumfähre eingefahren.

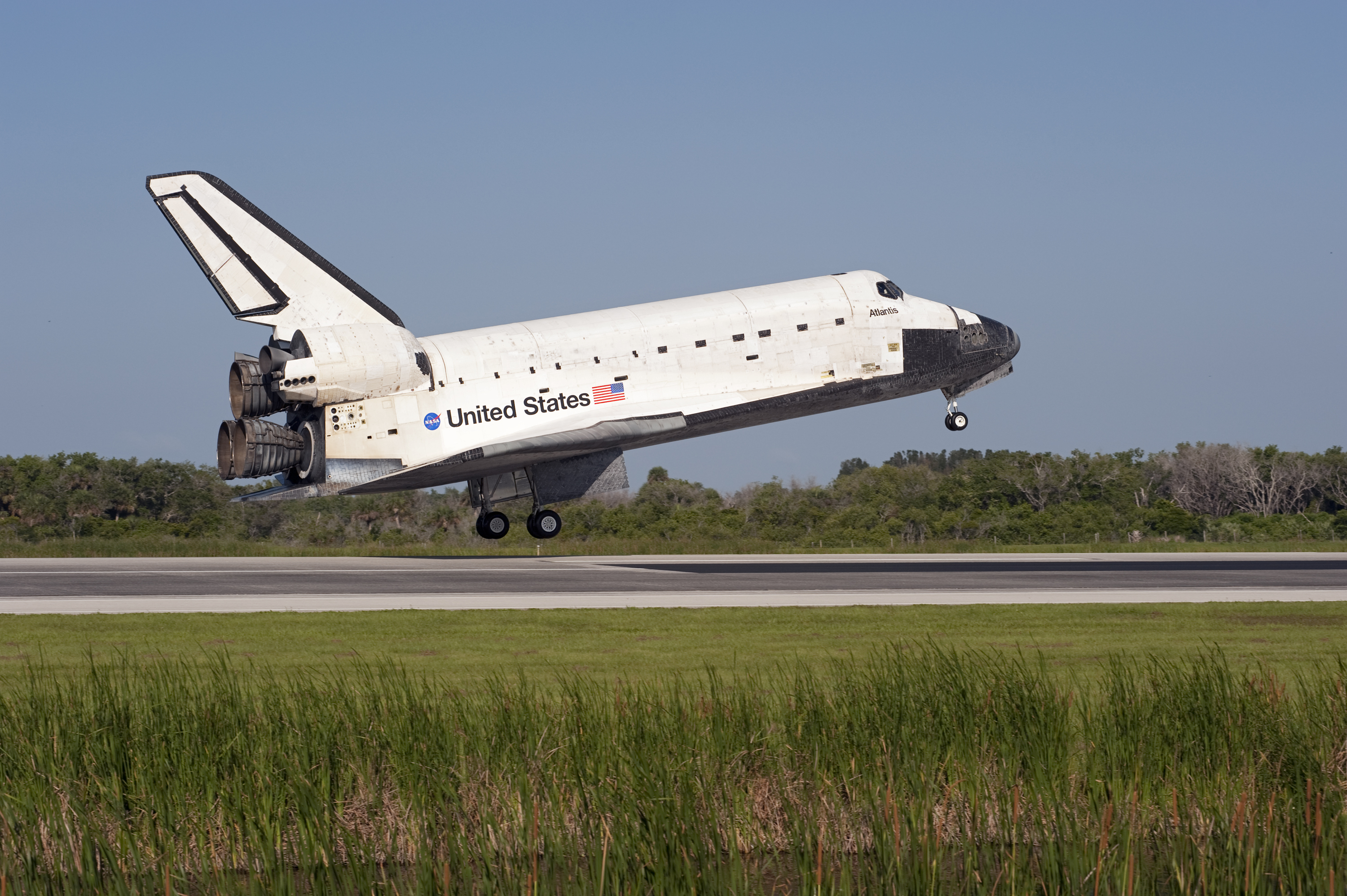
Nach 25 Jahren Dienst landet die Atlantis zum vorletzten Mal auf Bahn 33 des Kennedy Space Centers

Der 13. Flugtag begann mit dem Schließen der Ladebuchttüren. Mit der Bremszündung der beiden OMS-Triebwerke um 11:42 UTC wurde das Landemanöver für die erste Landemöglichkeit eingeleitet.  Nach einer Stunde Abstieg durch die Atmosphäre endete der 32. Flug der Atlantis um 12:48:11 UTC  auf Bahn 33 der Shuttle Landing Facility des Kennedy Space Centers.  Nachdem die Besatzung ausgestiegen war, wurde die Atlantis in die Orbiter Processing Facility (OPF) überführt.
In der OPF wurde die Atlantis für eine eventuelle Rettungsmission (STS-335) vorbereitet. Mit dem Raumflug STS-135, der letzten Mission eines Shuttles, endete damit auch ihre Karriere. Es blieb lange offen, ob der Flug überhaupt noch durchgeführt werden sollte.